# Énekprocesszor
Kifejezetten az énekhangok effektezésére elég kevés cég gyárt hardveres készülékeket[forrás?], mivel ezeket a bonyolult műveleteket sokkal könnyebb VST effektekkel előállítani. Ezek a berendezések késleltetetés nélkül, real-time módosítja a hangját úgy, hogy a végeredmény megközelítse az albumon lévő stúdió felvételt.
Manapság már szinte mindegy, hogy egy berendezés analóg vagy digitális, bár leginkább olyan berendezés használata ajánlott, ami digitálisan vezérelt analóg, tehát a hang analóg áramkörökön halad át, és digitálisan menthetők, módosíthatók a paraméterek.

## Énekprocesszor funkciói

### Automatikus hangmagasság szabályzás

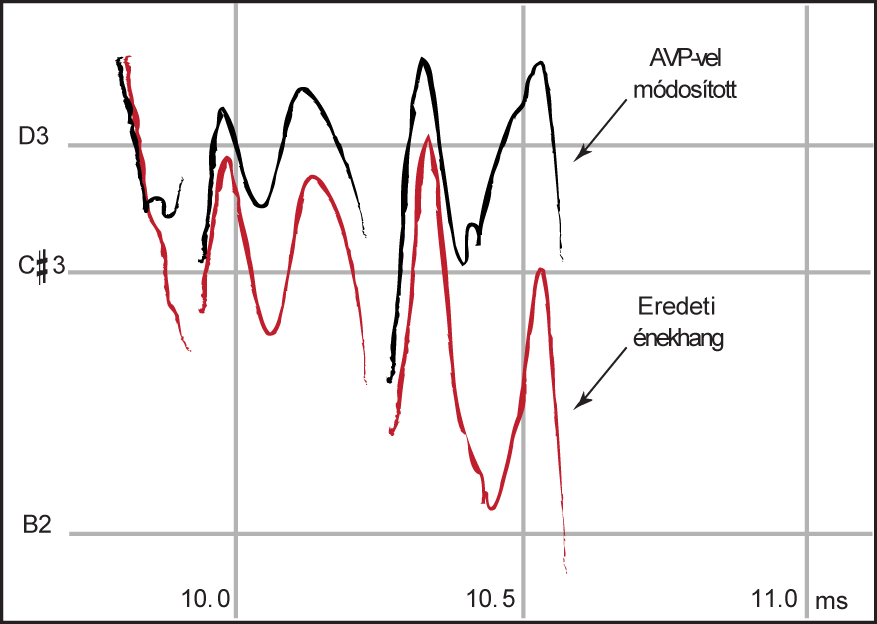
Automatikus hangmagasság szabályzás

Ismertebb nevén Auto-Tune-nak hívják. Lényege, hogy a bemenetre küldött fals énekhangokat tiszta hangokra egészíti ki. Az effekt leméri a bemenetére adott jel frekvenciáját, és összehasonlítja a korábban beprogramozott tiszta zenei hangokkal. Ezt a vizsgálatot nagyjából 4 milliszekundumonként elég elvégezni. Ha a hang frekvenciája nagymértékben eltér a referencia értéktől, akkor megváltoztatja a hangmagasságát. Hogy milyen tűréssel dolgozzon az algoritmus, azaz hogy mennyire hagyja elcsúszni a hangot, azt általában „speed” paraméterrel lehet beállítani. A képen látható egy automatikusan szabályozott, és az eredetileg fals hang.

### Mikrofon modellezés
Lehetőség van előre beprogramozott mikrofontípusok hangjának átalakítására. A legtöbb készülékbe eredetileg a legnagyobb gyártók (Shure, Audio-Technica, CAD, Rode) mikrofonjainak összes tulajdonságát beprogramozták, beleértve a frekvenciamenetet, és a tranziens viselkedéseket is. Ha a bemenetre egy a készülék által ismert mikrofontípust kapcsolnak, akkor annak hangját át tudja alakítani tipikus hangzásokká, mint például nagymembrános kondenzátor, dinamikus stúdió, vagy telefon mikrofon.
Lehetőség van még elektroncsöves hangzás létrehozására is, de ez természetesen nem olyan mintha tényleg csövek dolgoznának.

### Kompresszor és zajkapu
A kompresszor lényege hogy a hangdinamika tartományát tömöríti. Az ének dinamikája nagyon magas, tehát a leghalkabb és a leghangosabb hang között nagyon nagy a különbség, ezért az egyenletes, fülnek kedvező, sima hangzáshoz egy erősen szabályzó kompresszorra van szükség. Túl nagy kompresszió esetén a hang elveszti dinamikáját, valamint a színpadi és nyálzajok is felerősödhetnek. 
A zaj kapu lényege, hogy amíg a mikrofonra nem érkezik egy bizonyos szintet meghaladó hang, addig teljes csönd van a kimeneten, tehát nem hallatszik a levegővétel, és egyéb környezeti zajok.
Fontos, hogy a paraméterek nagyon széles skálán állíthatók legyenek, így maximálisan érthető hangot lehet előállítani. Tipikusan jónak mondható adatok:
- küszöbszint (treshold) ˗36 dB˗től 0dBig,
- arány (ratio) 1.00:1˗től 99.99:1˗ig,
- meghúzás (attack) 1ms˗tól 200ms˗ig,
- elengedés (relase) 20ms˗tól 3000ms˗ig,
- ezen kívül még a töréspont finomsága (knee) is szabályozható legyen.

### De-Esser

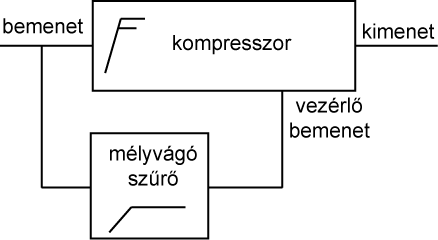
De-Esser

Ezzel a speciális magas frekvenciával vezérelt kompresszorral lehet elérni, hogy a kimeneti jelbe ne kerüljenek bele a „CS”, „S”, „C” hangok. Ezért is hívják de-essernek mivel a sziszegő hangokat vonja ki a jelből. 
Működése a következő: A bejövő jelről egy mélyvágó segítségével eltávolítják a sziszegő hangok alatti tartományt. Ezt a magas frekvenciás jelet egy kompresszor vezérlőbemenetére (Sidechain) vezetik, ami egész egyszerűen a vezérlőjel hatására lehalkítja a kritikus hangoknál az bemeneten lévő jelet. A mélyvágó frekvenciáját lehet szabályozni, hogy minden fajta hanghoz (női/férfi) alkalmazni lehessen ezt a nagyon hasznos effektust.

### Hangszínszabályzó (EQ)
Parametrikus hangszínszabályzó ajánlott, mivel minden énekesnek más a hangja, ezért nem ugyanazokra a vágási/kiemelési frekvenciákra van szükségük. Legalább két különböző vágási vagy kiemelési pontot lehessen beállítani egyszerre, ezek lehetnek magas frekvenciás (6 dB, 12 dB/oktáv), mély frekvenciás (6 dB, 12 dB/oktáv) vágások, illetve lyukszűrők 0.1 ˗ 4.0 oktávos sávszélességgel, és +/˗18 dB˗es kiemeléssel.
Itt nincs általánosan elfogadott beállítás, mindenkinek maga döntheti el.

### Késleltetés (delay)
A delay az egyik legrégebben és legtöbbet használt effektek egyike, mivel segítségével meg lehet ismételtetni az elhangzott szavakat. Folyamatos delayt nem szoktak használni mivel érthetetlenné tenné a szöveget, de a koncerteken előszeretettel használnak pedál által vezérelt berendezéseket, így az énekes magának állíthatja menet közben az értékeket.

### Zengetés (reverb)
Szintén klasszikus effekt, a süketszobás felvételek és a jól irányított mikrofonok megjelenésével rájöttek a hangmérnökök, hogy szükség van a térre a jó hangfelvételhez. Ezt a hiányzó teret manapság digitális zengetéssel teszik rá a már kész felvételekre, illetve az egyes sávokra külön-külön. Énekesek előszeretettel használnak nagy zengetéseket koncerten is, mivel a nagy tér és a nagy hangerő érzetét kelti a közönségben és az énekesben is.

### Kórus (chorus)
A kórus effektcsoport lényege hogy megtöbbszörözi az énekes hangját. Az egyszerűbb változatok egy egyszerű késleltetés és folyamatos fázisforgatással oldják meg a többszörözést, ami teltté teszi a hangot. A komolyabb berendezéseknél meg lehet adni, hogy hány alhang legyen, milyen késéssel, illetve késés ingadozással énekeljenek a virtuális énekesek. Lehet változtatni minden alhang hangmagasságát, és hangmagasság ingadozását külön-külön, valamint a hangerejét. Egy ilyen effekttel akár az is elérhető hogy az énekes hangjából rögtön létrejöjjön egy háttérvokál a megfelelő pillanatban.